# Samo Štefanac
Samo Štefanac, slovenski umetnostni zgodovinar in pedagog, * 9. oktober 1956.
Štefanac, specialist za gotiko in srednjeveško arhitekturo Dalmacije, je predaval (od 2006 kot izredni in od ??? redni) profesor na Oddelku za umetnostno zgodovino Filozofske fakultete Univerze v Ljubljani. 2024 je bil imenovan za zaslužnega profesorja Univerze.